# Солано, Франциск
Франциск Солано-и-Хименес (Франсиско; исп. Francisco Solano y Jiménez, лат. Franciscus Solanus; 10 марта 1549, Монтилья, Андалусия — 14 июля 1610[…], Лима) — испанский францисканский монах, миссионер в Южной Америке, святой Римско-католической церкви.

## Биография
Родился 10 марта 1549 года в Монтилье в семье Матео Санчеса Солано и Аны Хименес. Получил образование у иезуитов, но ему были более близки обет бедности и покаянная жизнь францисканцев. В 20 лет поступил в новициат францисканского монастыря св. Лаврентия в Монтилье. Порядок в монастыре были очень строги, и Солано неукоснительно им следовал: всегда ходил босиком, воздерживался от мяса и носил власяницу весь год. В результате его здоровье было необратимо подорвано, он болел и быстро утомлялся.
Солано принёс монашеские обеты в 1569 году и был направлен в монастырь Богоматери Лорето в Севилье для учёбы в семинарии. Там он не только изучил философию и теологию, но и развивал свои музыкальные способности. Рукоположен в сан священника в 1576 году и был назначен церемониймейстером сообщества. Стойкий приверженец простой жизни, он обустроил себе маленькую келью у часовни из глины и тростника.
После завершения всех богословских исследований Солано был отправлен проповедовать в окрестные деревни. В то время он изъявил желание поехать в Северную Африку в надежде принять мученическую смерть во имя католической веры. Ему отказали, и Солано стал надеяться однажды присоединиться к американской миссии.
После смерти отца он вернулся в родной город Монтилья, чтобы заботиться о престарелой матери. К тому времени он уже прославился как чудотворец, поскольку многие люди исцелились от недугов благодаря его молитвам. В 1583 году, когда в Гранаде разразилась чума, он ухаживал за больными и умирающими.
Король Испании Филипп II попросил францисканцев направить миссионеров для евангелизации Америки. В 1589 году Солано отплыл из Испании в Новый Свет и, высадившись в Панаме, пересек перешеек и сел на судно, которое должно было доставить его в Перу. Во время путешествия шторм разбил его корабль о скалы недалеко от Перу; экипаж и пассажиры покинули корабль, но Солано остался с рабами, находившимися на борту. Их спасли через три дня.
В течение двадцати лет Солано проповедовал Евангелие на просторах Тукуманы (ныне северо-запад Аргентины) и Парагвая. У него были способности к языкам, и он изучил многие из местных наречий за короткий период времени. Будучи музыкантом, он также часто играл на скрипке для туземцев (поэтому его часто изображают играющим на этом инструменте).
В конце концов Солано был назначен кустодием францисканского монастыря в Лиме, Перу. Кроме того, он занимал ту же должность в мужских монастырях своего ордена в Тукумане и Парагвае. Предсказал разрушительное землетрясение 1619 года в Трухильо. Умер в Лиме 14 июля 1610 года.

## Прославление
Беатифицирован 20 июня 1675 года папой Климентом X, канонизирован 27 декабря 1726 года папой Бенедиктом XIII.
День памяти — 14 июля.